# Maxwell Domi
Pour les articles homonymes, voir Domi.
Maxwell Domi, dit Max Domi, (né le 2 mars 1995 à Winnipeg, dans la province du Manitoba au Canada) est un joueur professionnel canadien de hockey sur glace. Il évolue au poste d'attaquant. Il est le fils de Tie Domi.

## Biographie

### Style de jeu
Domi est connu pour avoir un style de jeu physique tout comme son père, mais plus habile et rapide que ce dernier. Il est connu pour rechercher à déranger les joueurs adverses et ne pas craindre les combats. Son attitude sur la patinoire lui vaut d'être décrit comme une « petite peste ».

### Carrière en club
Il a grandi à Toronto en Ontario. Depuis son enfance, il est atteint de diabète juvénile. En 2011, il commence sa carrière avec les Knights de London dans la Ligue de hockey de l'Ontario. L'équipe remporte la Coupe J.-Ross-Robertson 2012 et 2013. Il est repêché à la douzième position du repêchage d'entrée dans la LNH 2013 par les Coyotes de Phoenix. Il passe professionnel avec les Coyotes de l'Arizona en 2015. Le 9 octobre 2015, il joue son premier match dans la Ligue nationale de hockey avec les Coyotes contre les Kings de Los Angeles. Il enregistre alors son premier but et sa première aide. 
Le 15 juin 2018, il est échangé aux Canadiens de Montréal en retour de l'attaquant Alex Galchenyuk.
Après deux saisons avec le Canadien, il est échangé aux Blue Jackets de Columbus avec un choix de 3e tour au repêchage de 2020 en retour de Josh Anderson, le 6 octobre 2020. En fin de saison 2021-2022, il passe aux mains des Hurricanes de la Caroline. Il commence la saison suivante avec les Blackhawks de Chicago mais la termine avec les Stars de Dallas.
Le 2 juillet 2023, l'attaquant de 28 ans déménage à nouveau et jouera pour une septième équipe en huit ans. Il s'entend avec les Maple Leafs de Toronto sur un contrat d'une saison d'une valeur de 3 millions $. Son père Tie Domi avait aussi joué à Toronto dans les années 1990 et 2000 et était l'un des favoris de la foule.

### Carrière internationale
Il représente le Canada au niveau international. Il a gagné la médaille d'or au championnat du monde junior 2015. C'est lors de ce tournoi qu'il devient ami avec Anthony Duclair, son futur coéquipier avec les Coyotes de l'Arizona.

## Statistiques

### En club
| Saison     | Équipe                    | Ligue      |     | Saison régulière | Saison régulière | Saison régulière | Saison régulière | Saison régulière | Saison régulière |    | Séries éliminatoires | Séries éliminatoires | Séries éliminatoires | Séries éliminatoires | Séries éliminatoires | Séries éliminatoires |
| Saison     | Équipe                    | Ligue      | PJ  | B                | A                | Pts              | Pun              | +/-              | PJ               | B  | A                    | Pts                  | Pun                  | +/-                  |                      |                      |
| 2010-2011  | Buzzers de St. Michael's  | LHJO       | 2   | 1                | 1                | 2                | 0                | -                | -                | -  | -                    | -                    | -                    | -                    |                      |                      |
| 2011-2012  | Knights de London         | LHO        | 62  | 21               | 28               | 49               | 48               | +13              | 19               | 4  | 5                    | 9                    | 10                   | +4                   |                      |                      |
| 2012-2013  | Knights de London         | LHO        | 64  | 39               | 48               | 87               | 71               | +33              | 21               | 11 | 21                   | 32                   | 26                   | +12                  |                      |                      |
| 2013-2014  | Knights de London         | LHO        | 61  | 34               | 59               | 93               | 90               | +24              | 9                | 4  | 6                    | 10                   | 8                    | -5                   |                      |                      |
| 2014-2015  | Knights de London         | LHO        | 57  | 32               | 70               | 102              | 66               | +24              | 9                | 5  | 4                    | 9                    | 16                   | 0                    |                      |                      |
| 2015-2016  | Coyotes de l'Arizona      | LNH        | 81  | 18               | 34               | 52               | 72               | +3               | -                | -  | -                    | -                    | -                    | -                    |                      |                      |
| 2016-2017  | Coyotes de l'Arizona      | LNH        | 59  | 9                | 29               | 38               | 40               | -9               | -                | -  | -                    | -                    | -                    | -                    |                      |                      |
| 2017-2018  | Coyotes de l'Arizona      | LNH        | 82  | 9                | 36               | 45               | 73               | -7               | -                | -  | -                    | -                    | -                    | -                    |                      |                      |
| 2018-2019  | Canadiens de Montréal     | LNH        | 82  | 28               | 44               | 72               | 80               | +20              | -                | -  | -                    | -                    | -                    | -                    |                      |                      |
| 2019-2020  | Canadiens de Montréal     | LNH        | 71  | 17               | 27               | 44               | 35               | -3               | 10               | 0  | 3                    | 3                    | 8                    | -2                   |                      |                      |
| 2020-2021  | Blue Jackets de Columbus  | LNH        | 54  | 9                | 15               | 24               | 75               | -18              | -                | -  | -                    | -                    | -                    | -                    |                      |                      |
| 2021-2022  | Blue Jackets de Columbus  | LNH        | 53  | 9                | 23               | 32               | 37               | +2               | -                | -  | -                    | -                    | -                    | -                    |                      |                      |
| 2021-2022  | Hurricanes de la Caroline | LNH        | 19  | 2                | 5                | 7                | 18               | +8               | 14               | 3  | 3                    | 6                    | 4                    | +6                   |                      |                      |
| 2022-2023  | Blackhawks de Chicago     | LNH        | 60  | 18               | 31               | 49               | 76               | -9               | -                | -  | -                    | -                    | -                    | -                    |                      |                      |
| 2022-2023  | Stars de Dallas           | LNH        | 20  | 2                | 5                | 7                | 6                | -6               | 19               | 3  | 10                   | 13                   | 52                   | -3                   |                      |                      |
| 2023-2024  | Maple Leafs de Toronto    | LNH        | 80  | 9                | 38               | 47               | 118              | +10              | 7                | 1  | 3                    | 4                    | 6                    | +1                   |                      |                      |
| Totaux LNH | Totaux LNH                | Totaux LNH | 581 | 121              | 249              | 370              | 512              | -9               | 43               | 6  | 16                   | 22                   | 64                   | +2                   |                      |                      |

### En équipe nationale
| Année | Équipe     | Évènement                   |    | PJ | B | A  | Pts | Pun | +/-           |  | Résultat |
| 2015  | Canada U20 | Championnat du monde junior | 7  | 5  | 5 | 10 | 4   | +10 | Médaille d'or |  |          |
| 2016  | Canada     | Championnat du monde        | 10 | 1  | 0 | 1  | 4   | 0   | Médaille d'or |  |          |

## Trophées et honneurs personnels

### LHO
- 2011-2012 : nommé dans la deuxième équipe des recrues
- 2013-2014 : nommé dans la troisième équipe d'étoiles
- 2014-2015 : nommé dans la première équipe d'étoiles

### Championnat du monde junior
- 2015 : 
  - nommé meilleur attaquant
  - termine meilleur buteur
  - nommé dans l'équipe d'étoiles